# Audi A4 III
Cet article concerne la troisième génération de l’Audi A4. Pour des informations générales sur l’Audi A4, consultez Audi A4.
L'Audi A4 III (B7) est la troisième génération de l'Audi A4, produite à partir de fin 2004 par Audi. Le véhicule est souvent considéré comme un lifting, même si la gamme s'appele B7 (type 8E en interne) en raison des nombreuses modifications techniques et visuelles et il occupe donc la 7e place de la série B, qui commence par l'Audi 80 B1.
La B7 est commercialisée sous le nom d'Audi A4 de novembre 2004 à mars 2008. Du printemps 2009 à mi-2013, la B7 est disponible avec un design avant, arrière et intérieur modifié sous le nom de Seat Exeo (désignation de type 3R).

## Changements par rapport à la prédécesseur
La carrosserie de la B7 a été repensée. Les pare-chocs, les phares et les feux arrière ont été changés. Le changement le plus frappant a été la calandre à cadre unique, installée pour la première fois sur une Audi de la catégorie familiale routière. Le design intérieur, en revanche, était identique à celui du modèle précédent, la B6, à l'exception du volant modifié, des sièges et des aiguilles du compteur de vitesse.
En plus du châssis, de la direction et des freins, d'autres dispositifs de sécurité ont également été renouvelés. L'ESP de Bosch a été mis à niveau, passant de la version 5.7 à la version 8.0, avec par exemple : compensation de la décoloration, freinage à sec sous la pluie et contrôle amélioré du sous-virage. De plus, un nouveau système d'airbag a été installé (allant de 8.4 à 9.41), qui comprend, entre autres, un airbag conducteur/passager à deux niveaux et une détection d'occupation du siège. De ce fait, les airbags ne se déploient que lorsque le siège est occupé et le remplissage de gaz est adapté à la vitesse d'impact.
La gamme de moteurs a également été mise à jour et un nouveau moteur essence de 2 litres avec turbocompresseur et injection directe de carburant a été utilisé, qui délivrait 147 kW (200 ch). Ce moteur a remplacé le moteur essence de 1,8 litre, plus puissant, de la prédécesseur et il a ensuite été proposé en deux niveaux de puissance supplémentaires. Deux nouveaux moteurs diesel de 2 litres de 103 et 125 kW (140 et 170 ch) ont remplacé le moteur diesel quatre cylindres, plus puissant, de l'ancienne gamme.
Un nouveau moteur essence de 3,2 litres et un moteur diesel de 3 litres ont été utilisés pour la gamme des moteurs six cylindres, tous deux équipés d'un entraînement d'arbre à cames sans entretien via une courroie synchrone. Le moteur essence V6 à injection directe d'essence délivrait 188 kW (255 ch) et remplaçait les deux moteurs essence six cylindres de l'ancienne gamme. Le nouveau moteur TDI de 3.0 L avait initialement une puissance de 150 kW (204 ch), qui a ensuite été portée à 171 kW (233 ch). Le nouveau moteur diesel V6 avec injection directe à rampe commune fonctionnait plus facilement que son homologue de 2,5 litres avec une pompe à injection de distributeur de la prédécesseur, qui était proposée dans la B7 pendant un certain temps. Le moteur TDI de 2.5 L a ensuite été remplacé par une variante de 2,7 litres et 132 kW (180 ch) basée sur le nouveau moteur de trois litres.
La liste des équipements de série et optionnels est restée pratiquement inchangée. Les seules nouveautés de la gamme d'équipements étaient l'éclairage de virage adaptatif en option, qui peut être commandé avec l'éclairage au xénon (uniquement à partir de la mise à niveau du modèle en 2004), le détecteur de pluie et le couvercle du coffre à bagages avec ouverture automatique pour la berline.

## Variantes de carrosserie
La berline et le break ont été proposés dès le départ. Le cabriolet basé sur la B7 a été présenté au Salon de l'automobile de Francfort 2005 environ un an après l'introduction de la berline et de l'Avant et a été livré à partir de janvier 2006.

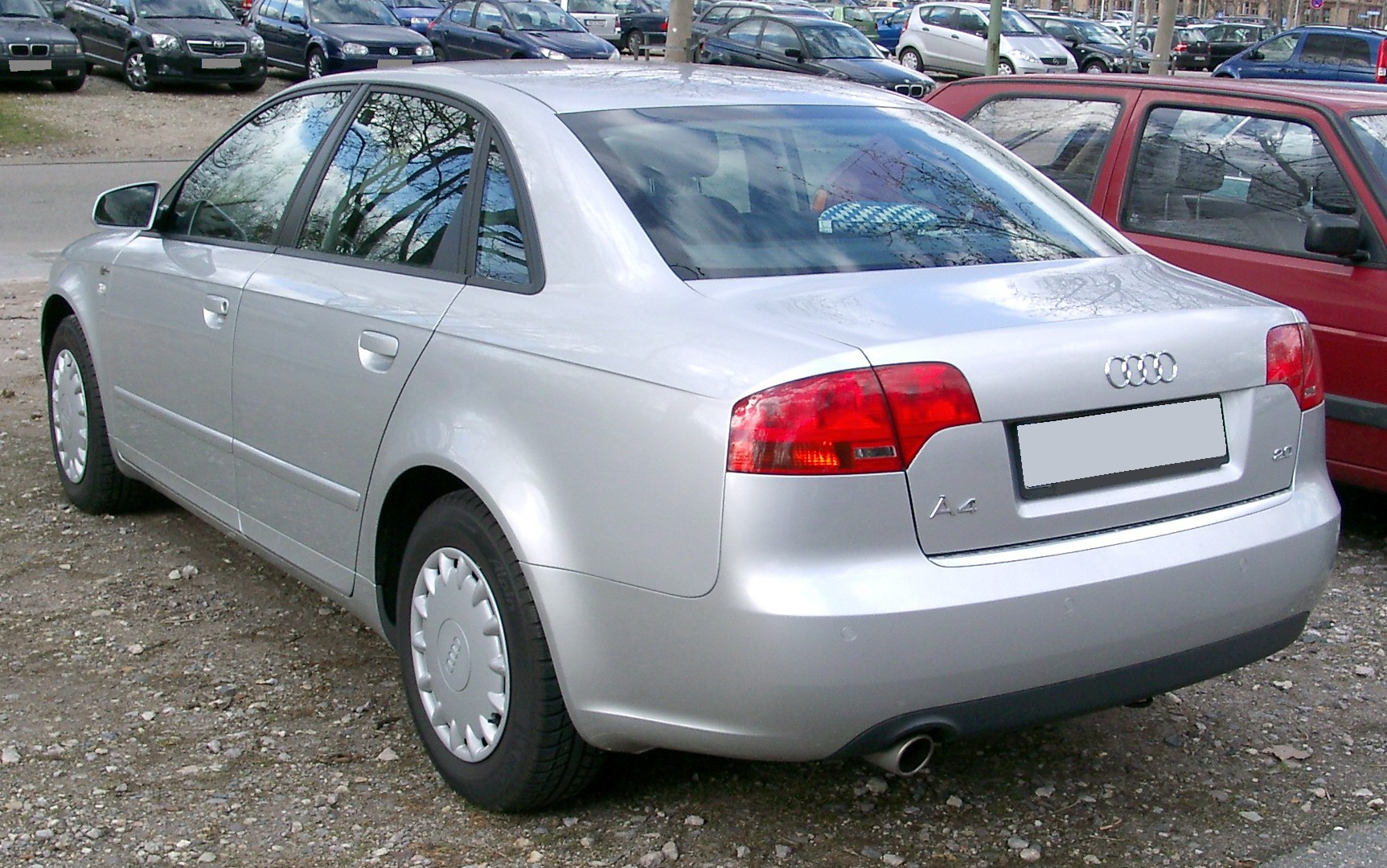
Vue arrière
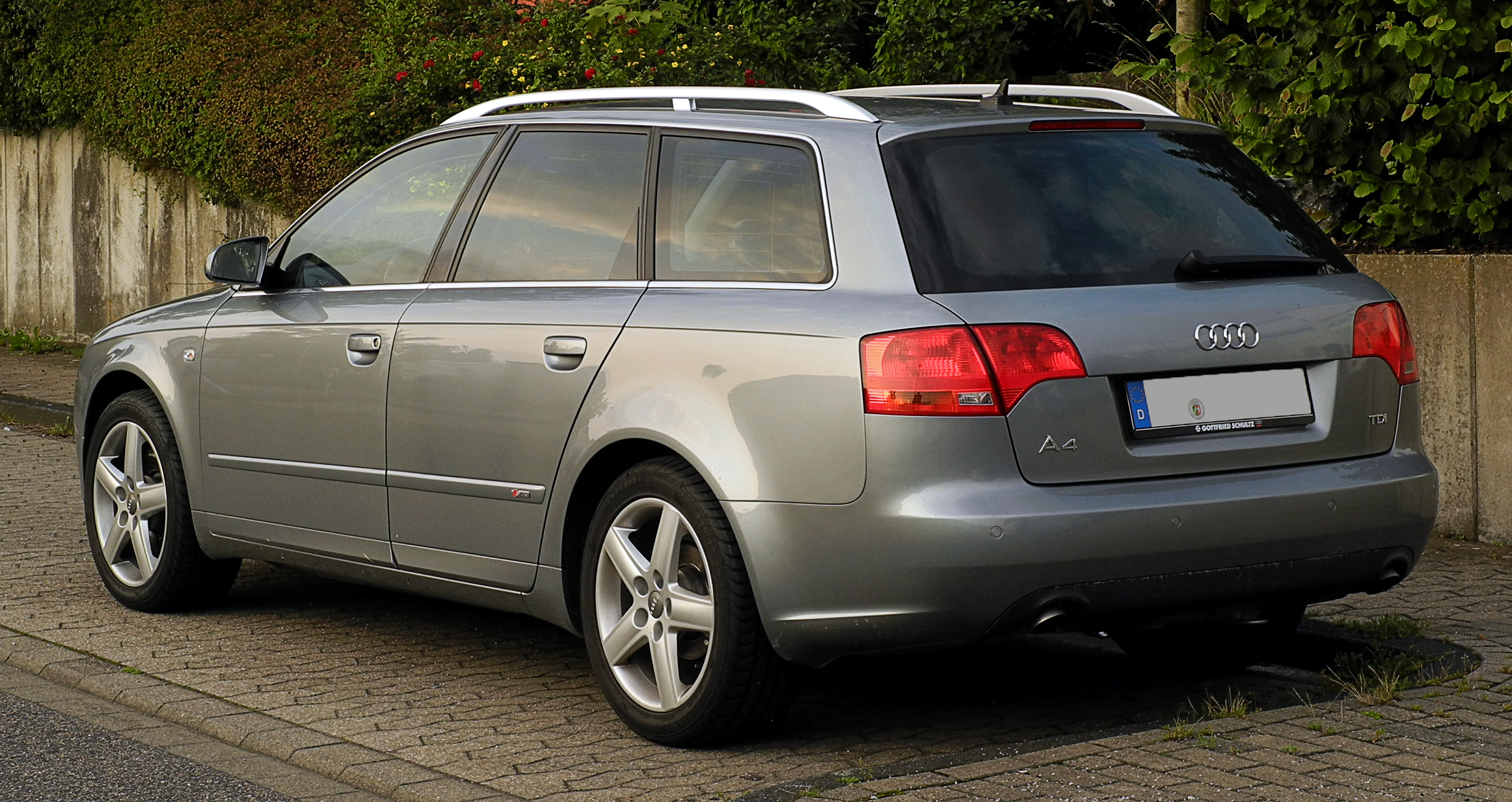
Audi A4 Avant (2004–2008)
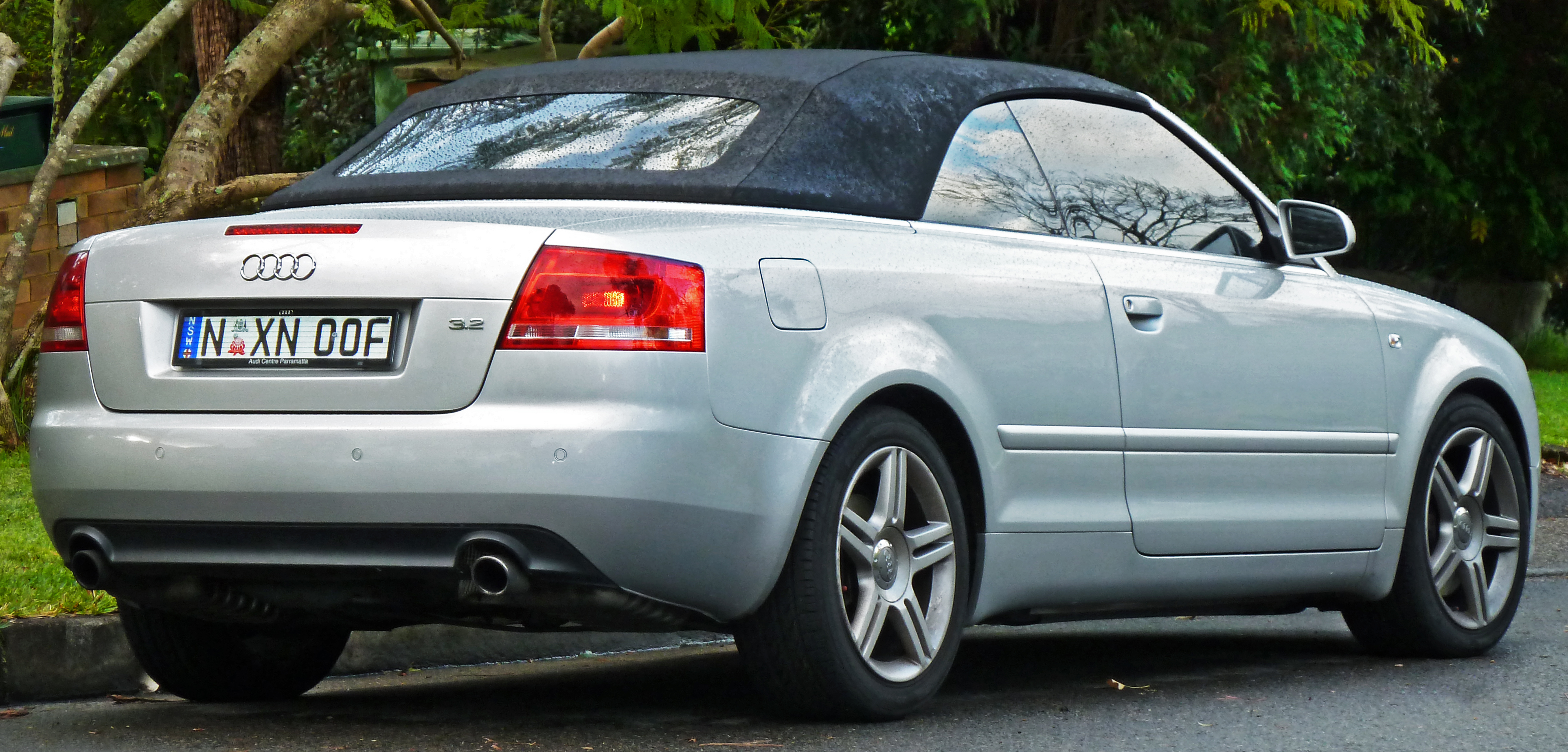
Audi A4 Cabriolet (2006–2009)

## Transmission
L'Audi A4 est équipée de série de la traction avant. Le système de traction intégrale quattro était disponible avec certains moteurs. La transmission intégrale était de série sur les variantes S/RS.

## Période de construction
- Berline : de novembre 2004 à septembre 2007
- Break : de novembre 2004 à mars 2008
- Cabriolet : de janvier 2006 à février 2009[4]

Environ 800 000 véhicules de la gamme B7 étaient produits fin juin 2007, l'Avant en représentant environ la moitié.

## Lifting
La B7 n'a connue que quelques changements. Jusqu'à fin 2005, les moteurs diesel pouvaient être équipés d'un filtre à particules, appelé DPF (filtre à particules diesel) par Audi, moyennant un supplément; le filtre est standard depuis début 2006.
En plus des changements dans la gamme de moteurs, certains détails ont été modifiés à partir de mi-2006. Une nouvelle génération de radio a été introduite et elle n'offre plus de platine cassette, mais elle diffère des radios précédentes en ce qu'elle dispose d'une fonction de lecture MP3 et d'un design modifié. Le "petit" système de navigation (BNS 5.0) est commandé via l'écran monochrome de 6 pouces de la nouvelle radio, qui affiche également les instructions de navigation (auparavant, cela n'était réalisé que via le combiné d'instrumentations). Le "grand" système de navigation (RNS-E) est resté inchangé. De plus, les commutateurs de commande au-dessus de la radio ont été complétés par une bande chromée et de nouveaux phares avec verre de clignotant blanc sont disponibles dans le cadre des finitions sport S line, qui sont disponibles moyennant un supplément. Le dernier changement est standard sur les modèles S et RS. Les variantes cabriolet ont reçu les phares modifiés mi-2007.
Début 2007, Audi a présenté un modèle avec un moteur TFSI e de 2.0 L dans le cadre du débat sur le réchauffement climatique. Le e signifie economy (anglais pour économique) et a
- un indicateur de changement de vitesse,
- une sixième vitesse longue,
- un capot en aluminium,
- pneus à faible résistance au roulement et
- accessoires aérodynamiques (appelé S line Exterieurpaket)[6],[7].

Le moteur turbo de 2 litres et 125 kW (170 ch) devrait émettre 169 g CO2/km (berline) ou 171 g CO2/km (Avant) à la suite de ces mesures.
Le modèle avec le moteur TDI e de 1.9 L était disponible à partir de mi-2007, il  était équipé d'une boîte de vitesses à 6 rapports par rapport à la variante normale et inclut les modifications susmentionnées du moteur TFSI e.

## Variantes du modèle
La variante S4 était disponible avec l'introduction de ce modèle et, comme sa prédécesseur, elle délivrait 253 kW (344 ch) dans les trois variantes de carrosserie.
L'A4 DTM Edition est apparue mi-2005, elle n'était disponible qu'en berline et avec un moteur turbo de 2,0 litres et 162 kW (220 ch). Le look réservé à ce modèle devait rappeler les succès d'Audi en Deutsche Tourenwagen Masters.
À partir de l'automne 2005, la RS4 particulièrement sportive de 309 kW (420 ch), qui a été présentée au Salon international de l'automobile de Genève en mars, était disponible en berline à un prix commençant à environ 69 900 euros,. À partir de mi-2006, ce modèle a également été proposé en tant qu'Avant et cabriolet. En plus d'une puissance moteur nettement supérieure, cette variante avait un look légèrement modifié et plus sportif.

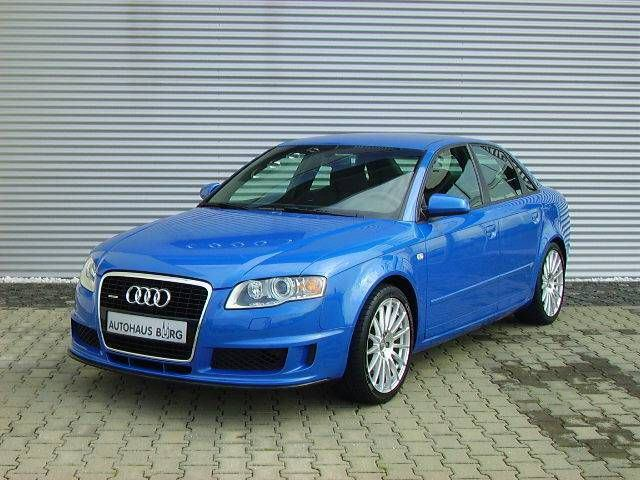
Audi A4 DTM Edition (2005)
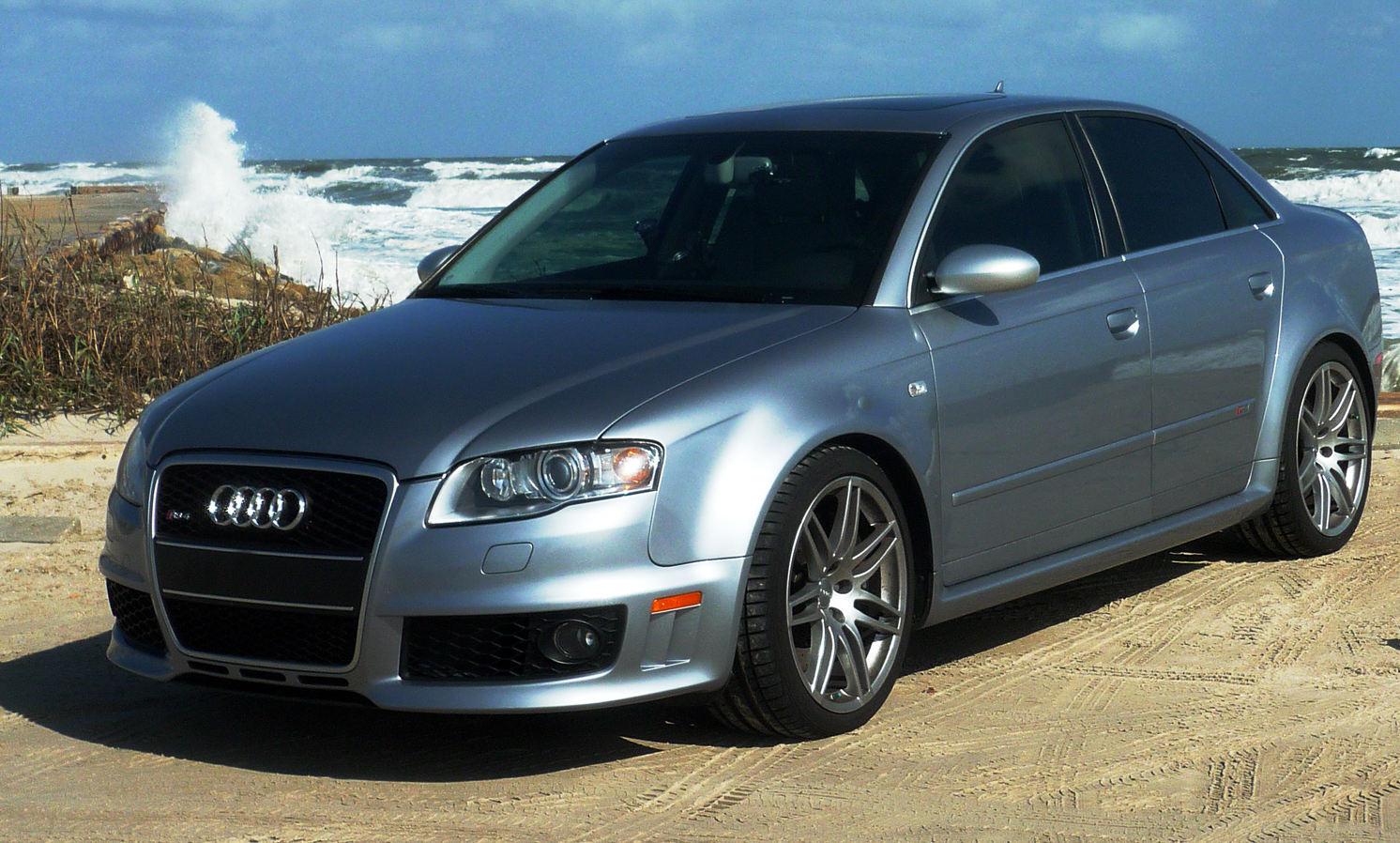
Audi RS4 berline (2007)

## Nouvelles immatriculations
Nouvelles immatriculations en Allemagne pour l'Audi A4/S4 dans la période de 2004 à 2008 :
| Année | Nouvelles immatriculations |
| ----- | -------------------------- |
| 2008  | 98.714                     |
| 2007  | 84.092                     |
| 2006  | 96.410                     |
| 2005  | 100.896                    |
| 2004  | 97.287                     |

## Anecdotes
- Pour la première fois dans l'histoire de la gamme A4, un détecteur de pluie est également proposé avec la B7.
- Les véhicules avec phares au xénon sont équipés de série de feux diurnes à halogènes.
- Les phares à halogènes ellipsoïdes ont été remplacés par des phares à technologie de réflecteur.
- Contrairement à la prédécesseur, la B6, les sorties d'échappement des variantes diesel sont à nouveau visibles.
- Par rapport au modèle précédent, les variantes S ont quatre sorties d'échappement ovales.
- La B7 est 39 mm plus longue et 6 mm plus large que la B6.
- Le réservoir de carburant peut contenir 70 litres, comme dans la prédécesseur, sur les modèles à traction avant. Le volume du réservoir des véhicules quattro est de 63 litres.
- Le 23 octobre 2008, l'expert en réglage Alfons Hohenester a établi un record du monde avec une A4 de cette gamme alimentée au biogaz. Sur la piste d'essai de Papenburg, le véhicule de 528 ch (environ 388 kW) a atteint une vitesse maximale de 327,2 km/h[18]. Le moteur utilisé était le moteur V6 de 2,7 l avec deux turbocompresseurs de la RS4 de la gamme B5, qui a été alésé à 3,0 litres et optimisé pour fonctionner avec du biogaz hautement concentré[19]. Le record du monde a été lancé par le Gaskompetenzzentrum de TÜV Rheinland.
- Fin 2008, les installations pour la production ont été expédiées à Martorell en Espagne en 1 200 camions en huit semaines. Là, elles ont été utilisées jusqu'en 2013 pour la production de la Seat Exeo en grande partie identique[1].